# Krydstogt
Et krydstogt er en turistrundrejse til søs med et krydstogtsskib. Et krydstogt kan inkludere ophold ved forskellige havnebyer i løbet af turen.